# Der Löwe von Sparta
Der Löwe von Sparta (im Original The 300 Spartans) ist ein US-amerikanischer Historienfilm vor dem Hintergrund des Perserkrieges. Regisseur Rudolph Maté inszenierte diesen Film im Jahr 1960. Die Uraufführung fand am 29. August 1962 statt; in Deutschland kam der Film am 9. November 1962 in die Kinos.

## Handlung
Der Perserkönig Xerxes führt eine riesige Streitmacht nach Europa, um die Stadtstaaten Griechenlands zu zerstören. Er will damit die Niederlage seines Vaters Darius in der Schlacht von Marathon zehn Jahre vorher rächen. Xerxes wird von Artemisia, der Königin von Halikarnassos, begleitet, die ihn mit ihrer Weiblichkeit betört. Demaratos, ein exilierter König von Sparta, berät Xerxes, doch der schenkt dessen Warnungen wenig Beachtung.
Der griechische Feldherr Themistokles schafft es, eine Allianz gegen die Perser zu bilden und Leonidas, dem König von Sparta, das Kommando über die vereinten Streitkräfte zu geben. Beide sind sich einig, dass der Pass bei den Thermopylen verstärkt werden muss. Dabei bemerkt Leonidas das Vordringen der Perser und bringt diese Nachricht nach Sparta. Leotychidas, der während des Krieges gegen die Perser die Amtsgeschäfte führt, muss sich gegen Beamte wehren, die ein Fest durchführen wollen. Die griechischen Soldaten sollen erst nach dem Fest an die Front, doch bis dahin hätten die Perser Griechenland überrannt. Leonidas nimmt für die Befestigung seine Leibgarde von 300 spartanischen Kriegern mit, die nicht unter der Entscheidungsgewalt der Beamten und des Senats stehen.
In den folgenden Kämpfen werden die Perser von den Spartanern in Schach gehalten, was Xerxes sehr erzürnt. Leonidas treibt seine Männer an, die Perser zurückzuschlagen. Kurz davor erfährt er, dass der Rest der Sparta-Truppen den Isthmus von Korinth, die einzige Landverbindung der Halbinsel Peloponnes zum griechischen Festland, befestigen, aber nicht weiter vorstoßen wird. Trotzdem bleibt der Widerstand der Griechen so groß, dass Xerxes darüber nachdenkt, nach Persien auszuweichen, um dort seine Truppen für einen späteren Zeitpunkt zu verstärken. Da zeigt Ephialtes von Trachis dem persischen König einen Pfad durch die Berge. So können die Perser die griechischen Stellungen umgehen.
Als Leonidas die bevorstehende Umzingelung erkennt, schickt er die alliierten Verbände der Griechen zurück in den Süden, damit die griechischen Städte verteidigt werden können. Die Spartaner und Thespier können durch ihre geringe Anzahl den Pass nicht halten. Stattdessen greifen sie die Perser an. Sie werden umzingelt, Leonidas wird getötet. Die Spartaner weigern sich zu kapitulieren und werden bis auf den letzten Mann mit Pfeilen niedergemacht.

## Kritiken
„Brillant inszenierte Kampf- und Massenszenen führen antike ‚Kriegskunst‘ authentisch vor.“

## Hintergrund
Gedreht wurde die Produktion der 20th Century Fox in Athen. Die Schlachtszenen wurden in der Nähe von Korinth aufgenommen.
Nach 25 Jahren im Filmgeschäft und Rollen in 50 Projekten zog sich David Farrar nach Abschluss der Dreharbeiten aus dem Filmgeschäft zurück und übersiedelte nach Südafrika. Für den preisgekrönten Kameramann Rudolph Maté war es die vorletzte Regiearbeit. Er führte bei 30 Filmen Regie und war bei über 60 Filmen Kameramann.
Zum Beraterstab für diesen Film gehörte Major Cleanthis Damianos, der die militärischen Aspekte beaufsichtigte. Für die historischen Aspekte war Paul Nord zuständig.
In einem Interview des Internetportals UnderGroundOnline sagte der Schriftsteller und Comiczeichner Frank Miller, dass dieser Film seine Kreativität beeinflusst habe. Unter diesem Einfluss schrieb er 1998 den Comic 300, der die Schlacht bei den Thermopylen zum Thema hat und als Grundlage für den gleichnamigen Film aus dem Jahre 2006 dient.